# 愛知県道472号碧海桜井停車場石井線
愛知県道472号碧海桜井停車場石井線（あいちけんどう472ごう へきかいさくらいていしゃじょういしいせん）は、愛知県安城市内を通る元一般県道である。現在は愛知県道292号幸田石井線の一部に組み込まれている。

## 概要

### 路線データ
- 起点：碧海桜井停車場（現：名鉄西尾線 桜井駅）
- 終点：愛知県安城市石井町（石井町交差点）

## 地理

### 通過する自治体
- 愛知県
  - 安城市

### 交差する道路
- 愛知県道44号岡崎西尾線（岡崎街道）（桜井駅東交差点）
- 愛知県道12号豊田一色線（石井町交差点）

### 沿線
- 名鉄西尾線 桜井駅
- 愛知県立安城特別支援学校
- 愛知県立安城南高等学校
- 明治用水東井筋
- 南消防分署